# Gare de Kløfta
La gare de Kløfta  est une gare ferroviaire de la Hovedbanen.

## Situation ferroviaire
La gare est située au (PK) 36,38 et à 168,5 mètres d'altitude. La gare se situe entre les haltes ferroviaires aujourd'hui fermées de Arteig  et de Holum ,.

## Histoire

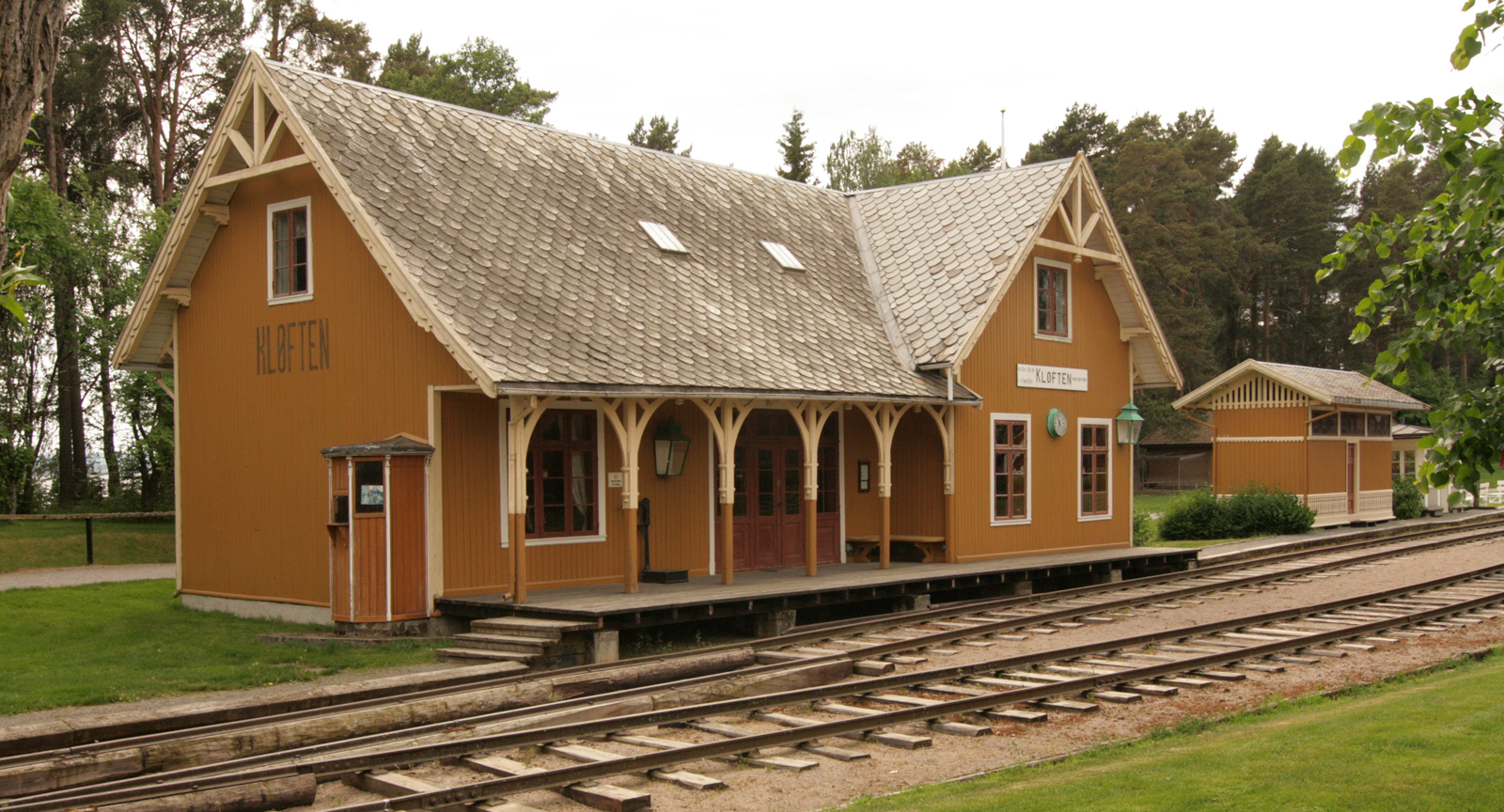
Le premier bâtiment de la gare de Kløften.

La gare a été mise en service en même temps que la ligne, le 1er septembre 1854, lorsqu'elle allait de Kristiania à Eidsvoll. La gare s'appelait alors Kløften, ce n'est qu'en juin 1920 que le nom fut changé pour Kløfta.
Le premier bâtiment, en bois, est conçu par les architectes Heinrich Ernst Schirmer et Wilhelm von Hanno. Le bâtiment est désormais au musée du chemin de fer (Jernbanemuseet). Un nouveau bâtiment, œuvre de l'architecte Henrik Bull, a été construit dans les années 1920 - bâtiment qui aujourd'hui abrite des bureaux et des logements.
Avec la construction de la Gardermobanen il est apparu nécessaire d'avoir un nouveau bâtiment, d'autant plus que jusqu'au 8 décembre 2012 la gare de Kløfta faisait la connexion entre la Gardermobanen et la Hovedbanen.

## Service des voyageurs

### Accueil
La gare possède un parking de 250 places (dont 3 pour les personnes à mobilité réduite) ainsi qu'un parking à vélo.
Les titres de transport peut être acheté soit via des automates soit au kiosque Narvesen ouvert du lundi au vendredi de 6h à 20h.
Il y a une salle d'attente dans la gare, ouverte du lundi au vendredi de 5h à 20h et le week-end de 5h à 19h. Il y a sinon des aubettes sur le quai.

### Desserte
La gare est desservie par la ligne locale L 13 (Drammen-Oslo-Dal).

### Intermodalité
Situé à côté de la gare se trouve un arrêt, nommé Kløfta stasjon, desservi par plusieurs bus. Il existe une ligne de bus reliant Kløfta à l'aéroport d'Oslo-Gardermoen.